# Max Mosley
Max Rufus Mosley, född 13 april 1940 i London, död 23 maj 2021 i London, var en brittisk racerförare, jurist och under en period president för Fédération Internationale de l'Automobile (FIA).
Mosley var en av grundarna av formel 1-stallet March Engineering. Han var son till Oswald Mosley, som var ledare för British Union of Fascists,  och Diana Mitford.

## Racingkarriär
| År   | Klass/Mästerskap   | Team               | Totalt/poäng | Bästa placering |
| ---- | ------------------ | ------------------ | ------------ | --------------- |
| 1968 | Formel 2           | London Racing Team | -/0p         | ?               |
| 1969 | Formel 1 Madrid GP | ?                  | -/0p         | ?               |